# 俳人協会賞
俳人協会賞（はいじんきょうかいしょう）は、俳人協会が主催する俳句の賞。1961年11月、協会設立と同時に開始された。過去1年間に刊行された協会会員の句集が選考対象だが、過去に同協会賞、現代俳句協会賞、蛇笏賞、芸術選奨などを受賞している者は原則として除外される。1977年からは、50歳以下の協会会員の第一句集を選考対象とした俳人協会新人賞が併設された。

## 俳人協会賞 受賞一覧
- 第1回（昭和36年度）- 石川桂郎 『佐渡行』他
- 第2回（昭和37年度）- 西東三鬼 『変身』
- 第3回（昭和38年度）- 小林康治 『玄霜』
- 第4回（昭和39年度）- 千代田葛彦 『旅人木』
- 第5回（昭和40年度）- 鷹羽狩行 『誕生』
- 第6回（昭和41年度）- 磯貝碧蹄館 『握手』、稲垣きくの 『冬濤』
- 第7回（昭和42年度）- 菖蒲あや 『路地』、及川貞 『夕焼』
- 第8回（昭和43年度）- 上田五千石 『田園』
- 第9回（昭和44年度）- 相馬遷子 『雪嶺』
- 第10回（昭和45年度）- 石田あき子 『見舞籠』、林翔 『和紙』
- 第11回（昭和46年度）- 岡本眸 『朝』
- 第12回（昭和47年度）- 岸田稚魚 『筍流し』
- 第13回（昭和48年度）- 成瀬櫻桃子 『風色』
- 第14回（昭和49年度）- 村越化石 『山國抄』
- 第15回（昭和50年度）- 赤松蕙子 『白毫』、中山純子 『沙羅』、山田みづえ 『木語』
- 第16回（昭和51年度）- 堀口星眠 『営巣期』、鈴木真砂女 『夕螢』

新人賞併設以降
- 第17回（昭和52年度）- 下村ひろし 『西陲集』
- 第18回（昭和53年度）- 殿村菟絲子 『晩緑』
- 第19回（昭和54年度）- 古舘曹人 『砂の音』
- 第20回（昭和55年度）- 細川加賀 『生身魂』
- 第21回（昭和56年度）- 橋本鶏二 『鷹の胸』、古賀まり子 『竪琴』
- 第22回（昭和57年度）- 松崎鉄之介 『信篤き国』
- 第23回（昭和58年度）- 鷲谷七菜子 『游影』
- 第24回（昭和59年度）- 加倉井秋を 『風祝』
- 第25回（昭和60年度）- 馬場移公子 『峡の雲』
- 第26回（昭和61年度)）- 森田峠 『逆瀬川』
- 第27回（昭和62年度）- 有馬朗人 『天為』
- 第28回（昭和63年度）- 成田千空 『人日』
- 第29回（平成元年度）- 村沢夏風 『独坐』
- 第30回（平成2年度）- 平井さち子 『鷹日和』
- 第31回（平成3年度）- 深見けん二 『花鳥来』
- 第32回（平成4年度）- 青柳志解樹 『松は松』、岡田日郎 『連嶺』
- 第33回（平成5年度）- 皆川盤水 『寒靄』、中原道夫 『顱頂』
- 第34回（平成6年度）- 綾部仁喜 『樸簡』、吉田鴻司 『頃日』
- 第35回（平成7年度）- 黒田杏子 『一木一草』、山上樹実雄 『翠微』
- 第36回（平成8年度）- 星野麥丘人 『雨滴集』、小原啄葉 『滾滾』
- 第37回（平成9年度）- 清崎敏郎 『凡』、宮津昭彦 『遠樹』
- 第38回（平成10年度）- 加藤三七子 『朧銀集』
- 第39回（平成11年度）- 石田勝彦 『秋興』
- 第40回（平成12年度）- 今井杏太郎 『海鳴り星』、林徹 『飛花』、本宮哲郎 『日本海』
- 第41回（平成13年度）- 茨木和生 『往馬』、神蔵器 『貴椿』
- 第42回（平成14年度）- 大峯あきら 『宇宙塵』
- 第43回（平成15年度）- 黛執 『野面積』、 藤本安騎生 『深吉野』
- 第44回（平成16年度）- 鈴木鷹夫 『千年』
- 第45回（平成17年度）- 大串章 『大地』 、鍵和田秞子 『胡蝶』
- 第46回（平成18年度）- 西村和子 『心音』
- 第47回（平成19年度）- 大嶽青児 『笙歌』、 今瀬剛一 『水戸』
- 第48回（平成20年度）- 淺井一志 『百景』、 伊藤通明 『荒神』
- 第49回（平成21年度）- 榎本好宏 『祭詩』、 栗田やすし 『海光』
- 第50回（平成22年度）- 斎藤夏風 『辻俳諧』
- 第51回（平成23年度）- 辻田克巳 『春のこゑ』、 山本洋子 『夏木』
- 第52回（平成24年度）- 片山由美子 『香雨』
- 第53回（平成25年度）- 大石悦子 『有情』
- 第54回（平成26年度）- 若井新一 『雪形』
- 第55回（平成27年度）- 柏原眠雨 『夕雲雀』
- 第56回（平成28年度）- 山尾玉藻 『人の香』
- 第57回（平成29年度）- 櫂未知子『カムイ』、須賀一惠『銀座の歩幅』
- 第58回（平成30年度）- 伊藤伊那男『然々と』
- 第59回（令和元年度）- 小川軽舟『朝晩』
- 第60回（令和2年度）- 野中亮介『つむぎうた』
- 第61回（令和3年度）- 津川絵理子『夜の水平線』
- 第62回（令和4年度）- 森賀まり『しみづあたたかをふくむ』
- 第63回（令和5年度）- 千葉皓史『家族』、橋本榮治『瑜伽』
- 第64回（令和6年度）- 石田郷子『万の枝』、谷口智行『海山』

## 俳人協会新人賞 受賞一覧
- 第1回（昭和52年度）- 鍵和田秞子 『未来図』
- 第2回（昭和53年度）- 大串章 『朝の舟』、鈴木栄子 『鳥獣戯画』
- 第3回（昭和54年度）- 朝倉和江 『花鋏』
- 第4回（昭和55年度）- 福永耕二 『踏歌』、伊藤通明 『白桃』、辻田克巳 『オペ記』
- 第5回（昭和56年度）- 檜紀代 『呼子石』、黒田杏子 『木の椅子』
- 第6回（昭和57年度）- 新田祐久 『白山』、大嶽青児 『遠嶺』、角川春樹 『信長の首』
- 第7回（昭和58年度）- 西村和子 『夏帽子』
- 第8回（昭和59年度）- 木内怜子 『繭』、坂巻純子 『花呪文』、田中菅子 『紅梅町』
- 第9回（昭和60年度）- 上田操 『直面』
- 第10回（昭和61年度）- 大石悦子 『群萌』、佐久間慧子 『無伴奏』
- 第11回（昭和62年度）- 棚山波朗 『之乎路』、行方克巳 『知音』、長谷川久々子 『水辺』
- 第12回（昭和63年度）- 岡本高明 『風の縁』
- 第13回（平成元年度）- 中原道夫 『蕩児』
- 第14回（平成2年度）- 鈴木貞雄 『麗月』
- 第15回（平成3年度）- 千葉皓史 『郊外』、冨田正吉 『泣虫山』、村上喜代子 『雪降れ降れ』
- 第16回（平成4年度）- いのうえかつこ 『貝の砂』、岸本尚毅 『舜』、能村研三 『鷹の木』
- 第17回（平成5年度）- 仲村青彦 『予感』、藤田美代子 『青き表紙』
- 第18回（平成6年度）- 奥坂まや 『列柱』
- 第19回（平成7年度）- 小島健 『爽』、橋本榮治 『麦生』、山田真砂年 『西へ出づれば』
- 第20回（平成8年度）- 藺草慶子 『野の琴』、石田郷子 『秋の顔』
- 第21回（平成9年度）- 小澤實 『立像』、北村保 『伊賀の奥』、野中亮介 『風の木』
- 第22回（平成10年度）- 伊藤伊那男 『銀漢』、柴田佐知子 『母郷』
- 第23回（平成11年度）- 大屋達治 『寛海』、藤本美和子 『跣足』、山本一歩 『耳ふたつ』
- 第24回（平成12年度）- 中岡毅雄 『一碧』、南うみを 『丹後』
- 第25回（平成13年度)）- 小川軽舟 『近所』、西宮舞 『千木』、林誠司 『ブリッジ』、檜山哲彦 『壼天』
- 第26回（平成14年度）- 井上弘美 『あをぞら』、三村純也 『常行』
- 第27回（平成15年度）- 中田尚子 『主審の笛』
- 第28回（平成16年度）- 辻美奈子 『真咲』 松永浮堂 『げんげ』、山崎祐子 『点睛』
- 第29回（平成17年度）- 高田正子 『花実』、鴇田智哉 『こゑふたつ』、中村与謝男 『楽浪』
- 第30回（平成18年度）- 明隅礼子 『星槎』、石嶌岳 『嘉祥』、津川絵理子 『和音』
- 第31回（平成19年度）- 佐藤郁良 『海図』、白濱一羊 『喝采』、井越芳子 『鳥の重さ』
- 第32回（平成20年度）- 辻内京子 『蝶生る』、日原傳 『此君』、横井遥 『男坐り』
- 第33回（平成21年度）- 加藤かな文 『家』、金原知典 『白色』、森賀まり 『瞬く』
- 第34回（平成22年度）- 岩田由美 『花束』、 上田日差子 『和音』
- 第35回（平成23年度）- 押野裕 『雲の座』
- 第36回（平成24年度）- 甲斐由起子 『雪華』、下坂速穂 『眼光』、堀本裕樹 『熊野曼陀羅』
- 第37回（平成25年度）- 今瀬一博 『誤差』、矢地由紀子 『白嶺』
- 第38回（平成26年度）- 井出野浩貴 『驢馬つれて』、鶴岡加苗 『青鳥』、望月周 『白月』
- 第39回（平成27年度）- 藤井あかり 『封緘』、村上鞆彦 『遅日の岸』
- 第40回（平成28年度）- 鎌田俊 『山羊の角』、櫛部天思 『天心』
- 第41回（平成29年度）- 大西朋『片白草』、黒澤麻生子『金魚玉』、白石渕路『蝶の家』
- 第42回（平成30年度）- 日下野由季『馥郁』、堀切克洋『尺蠖の道』
- 第43回（令和元年度）- 沼尾将之『鮫色』、藤本夕衣『遠くの声』
- 第44回（令和2年度）- 安里琉太『式日』、篠崎央子『火の貌』
- 第45回（令和3年度）- 該当なし
- 第46回（令和4年度）- 相子智恵『呼応』、髙柳克弘『涼しき無』
- 第47回（令和5年度）- 岩田奎『膚』
- 第48回（令和6年度）- 浅川芳直 『夜景の奥』、桐山太志 『耳梨』